# Иван Радулов (шахматист)
Вижте пояснителната страница за други личности с името Иван Радулов.
Иван Георгиев Радулов е български шахматист, гросмайстор и републикански шампион, неколкократен участник в шахматни олимпиади с отбора на България. През 1973 г. достига  47-о място в света по ЕЛО рейтинг. 
Радулов става международен майстор през 1968 г. и гросмайстор през 1972 г. 70-те години са най-успешните в кариерата му: републикански шампион през 1971, 1974, 1977 и 1980, печели международни турнири в Торемолинос – 1971, Хелзинки – 1972, Монтиля – 1974 (пред Любомир Кавалек, Хелмут Пфлегер, Мигел Кинтерос, Флорин Георгиу и Улф Андерсон), Баймок 1975 и отново Монтиля 1975 (дели първо място с Лев Полугаевски).
Участва и в Междузоналния турнир в Ленинград през 1973 г. Класира се 12-и от 18 участника.
Състезава се осем пъти (от 1968 до 1986 г.) с отбора на България на шахматни олимпиади, като завоюва още при първото си участие индивидуален и отборен бронзов медал.
Радулов, освен шахматист е и строителен инженер – измежду проектите му е и участие в изграждането на Централна железопътна гара София. С жена си Елеонора имат две деца и четири внука: Виктория, Иван, още един Иван и Юлиян.

## Участия на шахматни олимпиади
| Година | Организатор  | Отбор    | Класиране (отборно) | Дъска         |
| 1968   | Лугано       | България | 3                   | Първа резерва |
| 1970   | Зиген        | България | 7                   | Първа резерва |
| 1972   | Скопие       | България | 6                   | Трета         |
| 1974   | Ница         | България | 4                   | Първа         |
| 1978   | Буенос Айрес | България | 13                  | Първа         |
| 1980   | Ла Валета    | България | 19                  | Трета         |
| 1982   | Люцерн       | България | 6                   | Втора         |
| 1986   | Дубай        | България | 6                   | Четвърта      |

## Участия на европейски първенства
| Година | Организатор | Отбор    | Класиране (отборно) | Дъска |
| 1970   | Капфенберг  | България | 6                   | Пета  |
| 1977   | Москва      | България | 5                   | Първа |
| 1980   | Скара       | България | 5                   | Трета |
| 1983   | Пловдив     | България | 6                   | Втора |